# Wat Sa Si

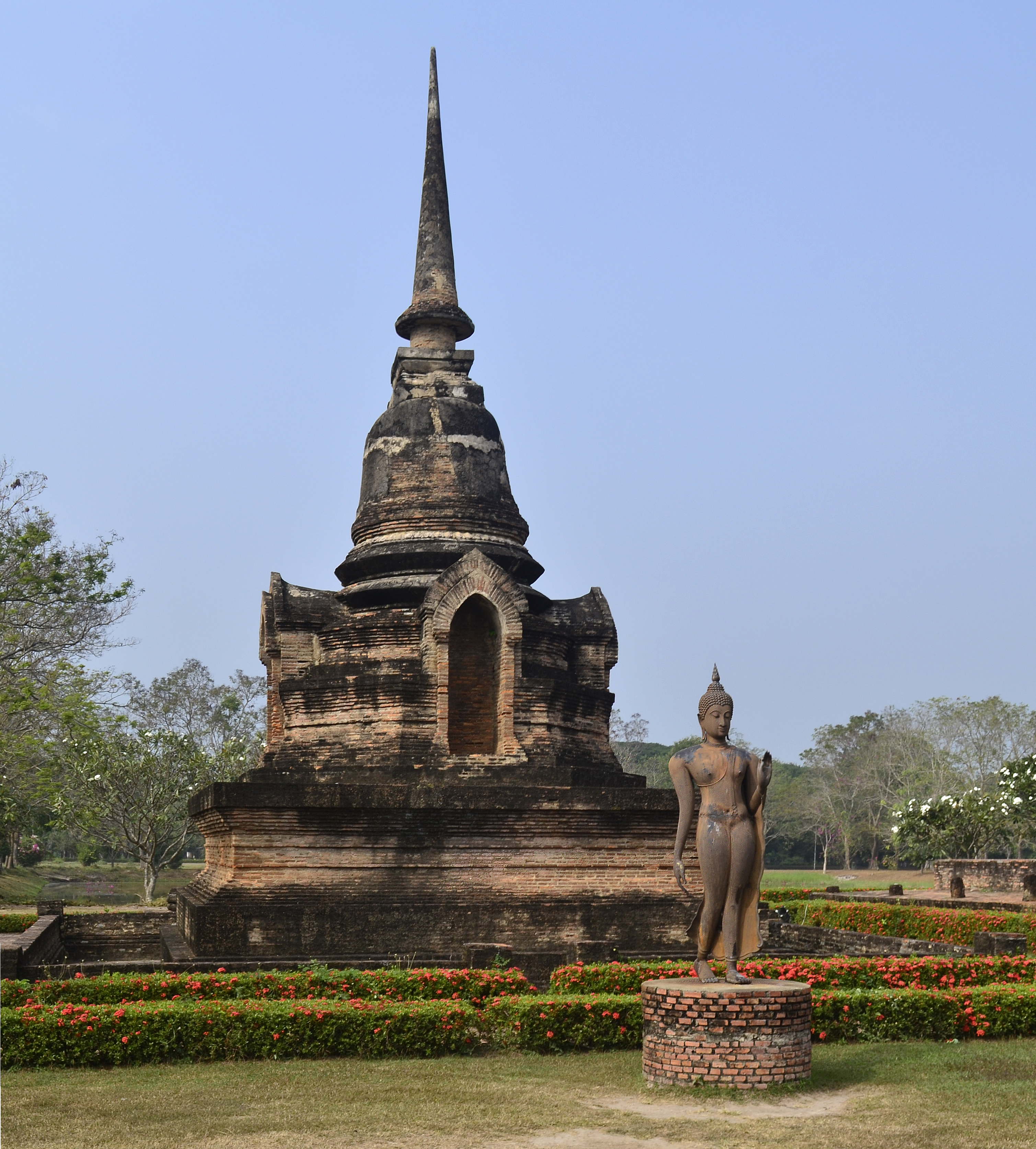
Wat Sa Si

Der Wat Sa Si (auch: Wat Sra Sri, thailändisch วัดสระศรี) ist eine buddhistische Tempelanlage (Wat) im Geschichtspark Sukhothai, Provinz Sukhothai in der Nordregion von Thailand.

## Lage
Der Wat Sa Si ist neben Wat Tra Kuan und Wat Chana Songkhram einer von drei kleinen Tempeln, die in unmittelbarer Nähe zum Ramkhamhaeng-Monument im Geschichtspark Sukhothai liegen. Wat Sa Si liegt sehr malerisch inmitten des Traphang-Trakuan-Sees nordwestlich des Wat Mahathat. Aufgrund seiner Lage zählt der Tempel zu den schönsten Anlagen von Sukhothai.

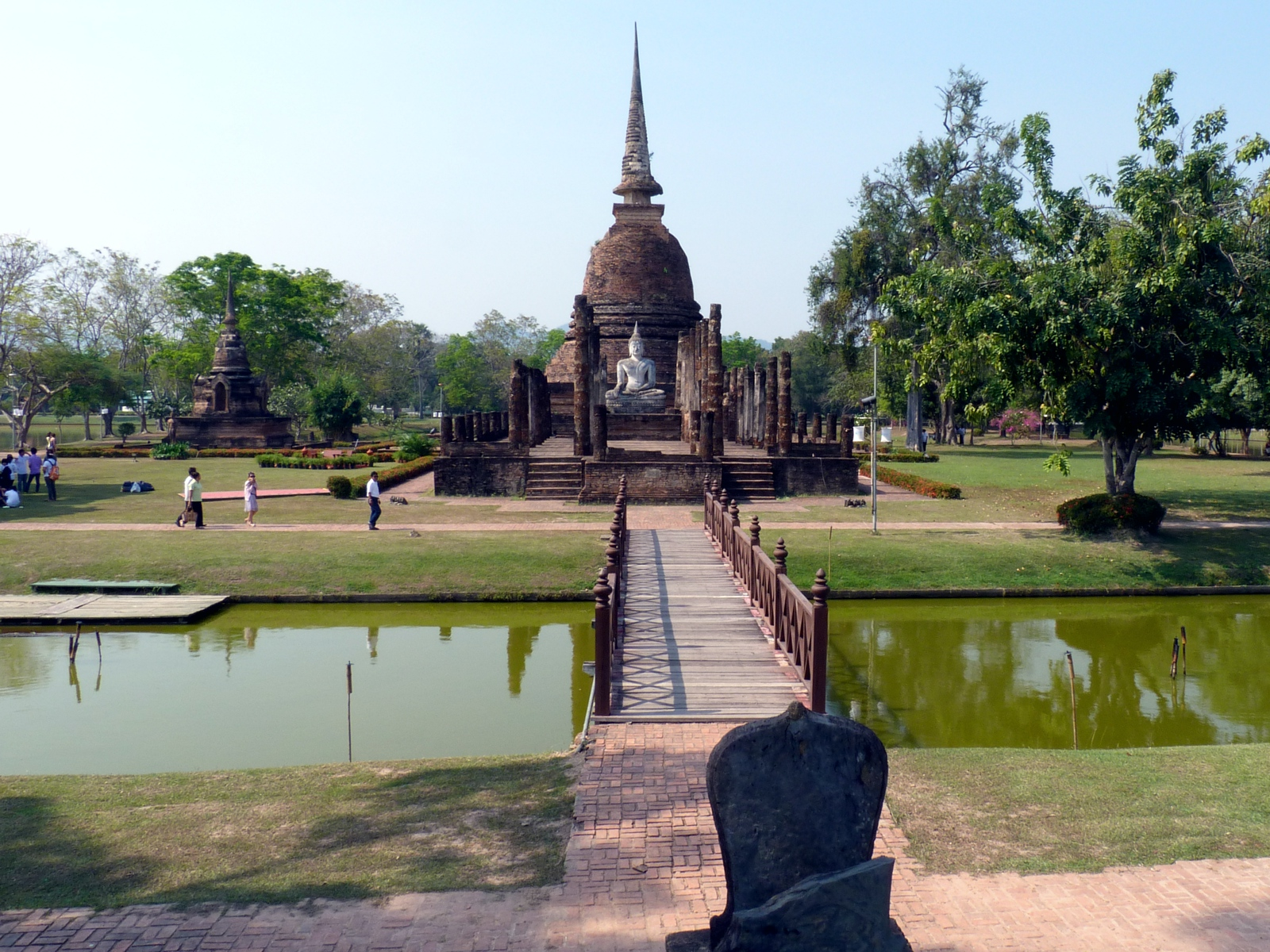
Blick auf Wihan und Chedi des Wat Sa Si vom Ubosot aus

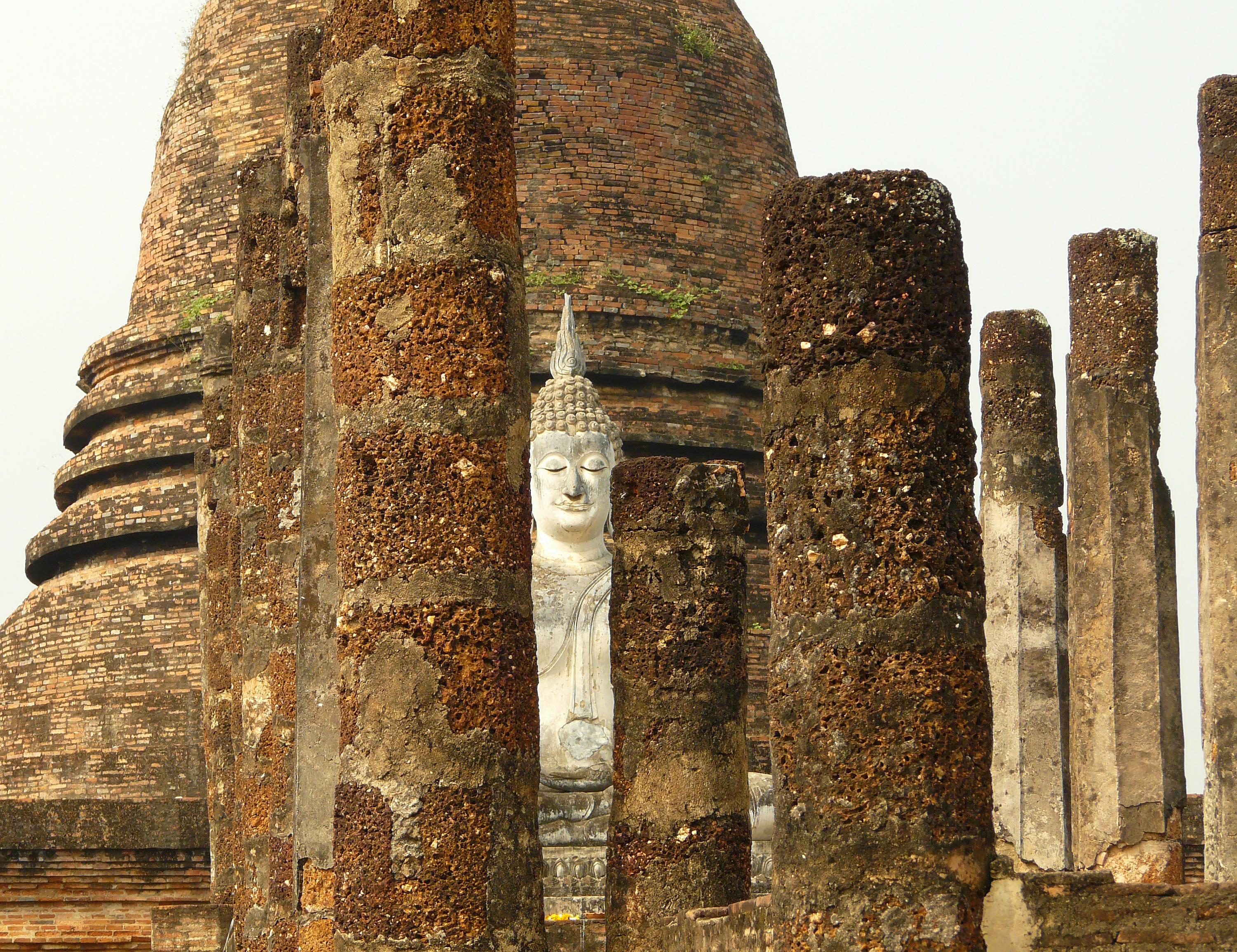
Buddha-Statue

## Sehenswürdigkeiten
Wat Sa Si, Wat Trakuan und Wat Chana Songkhram besitzen alle eine Chedi in ceylonesischem Stil. Lediglich der Ubosot liegt bei allen an einer anderen Position. Der Ubosot des Wat Cha Songkhram liegt westlich der Chedi, der des Wat Trakuan östlich an der Stelle, wo meist der Wihan liegt. Der Wihan des Wat Sa Si liegt unmittelbar an der Ostseite des Chedi. Weiter östlich liegt etwas entfernt der Ubosot auf einer eigenen kleinen Insel. Alle drei Tempel hatten eine große Anzahl kleinerer Chedis, von denen heute nur noch die Fundamente zu sehen sind. Aufgrund der Ähnlichkeiten im Aufbau und der ähnlichen Bai-Sema-Grenzsteine nimmt man heute an, dass sie alle zur gleichen Zeit erbaut wurden.